# Podwójny bezneutrinowy rozpad beta
Podwójny bezneutrinowy rozpad beta oznaczenie: (0ν2β) lub {\displaystyle (\beta \beta )_{0\nu }} – hipotetyczny proces jądrowy zaproponowany przez G. Racaha i niezależnie przez W. H. Furry’ego, zabroniony w modelu standardowym (MS), jednak przewidywanym przez wiele jego rozszerzeń np. w ramach minimalnego supersymetrycznego modelu standardowego (MSSM). Obserwowanie takiego rozpadu będzie świadczyć o tym, że neutrina są cząstkami Majorany.

Diagram Feynmana podwójnego bezneutrinowego rozpadu beta

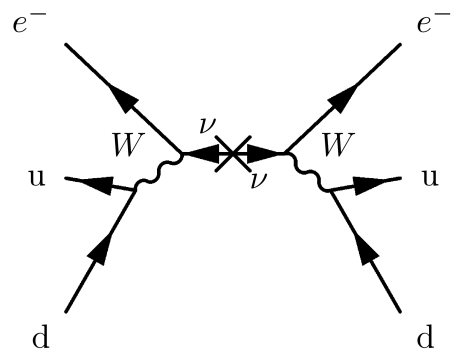
Diagram Feynmana podwójnego bezneutrinowego rozpadu beta

W 1937 roku Giulio Racah i w 1938 niezależnie Wendell H. Furry zaproponowali istnienie podwójnego rozpadu beta bez emisji neutrin. W procesie tym, dwa neutrony przemieniałyby się w dwa protony, z emisją dwóch elektronów, ale bez emisji żadnych neutrin. Proces ten mógłby jednak zachodzić wtedy gdyby neutrina miały inne własności niż w modelu standardowym, gdyż istnienie procesu, łamiącego zasadę zachowania liczby leptonowej jest przez ten model zakazane.
Aby {\displaystyle (\beta \beta )_{0\nu }} mógł zajść, muszą być spełnione dwa warunki:
- neutrina posiadają niezerową masę,
- neutrina są cząstkami Majorany, co oznacza tyle, że neutrino jest swoją antycząstką.

W świetle najnowszych badań masa neutrin nie jest równa zeru, lecz rozpad 0ν2β nie może zajść, gdyż w MS neutrina są cząstkami Diraca, czyli neutrina i antyneutrina są rozróżnialne, oddziałują poprzez prądy lewoskrętne; wtedy neutrina są produkowane jako lewoskrętne, a antyneutrina jako prawoskrętne.
Antyneutrino wyprodukowane podczas rozpadu jednego z neutronów powinno zostać pochłonięte przez bozon W−, wyemitowany przez drugi z neutronów. Zakładamy, że emitowane antyneutrino jest prawoskrętne (jego pęd i spin skierowane są tak samo). Aby mogło być pochłonięte przez W− z drugiego neutronu, musiałoby być lewoskrętne (czyli pęd i spin cząstki powinny mieć przeciwny zwrot). Gdyby neutrina były bezmasowe, tak jak zakłada MS, nie ma żadnej możliwości zmiany skrętności neutrina. Z tego wynika, że przy założeniach MS podwójny bezneutrinowy rozpad beta nie jest możliwy.

## Warunek: masa neutrin
Pozostajemy przy założeniu, że neutrino jest cząstką Diraca, oraz bierzemy pod uwagę tzw. prądy prawe, czyli neutrina będą prawoskrętne, a antyneutrina lewoskrętne.
Przy tych założeniach masa efektywna neutrina będzie równa zero. Czas życia jądra zależy odwrotnie proporcjonalnie od masy. Jeżeli masa efektywna neutrina jest równa zero, wtedy wyrażenie po prawej stronie jest równe zero. Jeżeli tak, to czas życia jądra zmierza do nieskończoności. Gamma we wzorze to prawdopodobieństwo, że cząstka może się rozpaść. Dla neutrin Diraca proces ten nie będzie możliwy, mimo iż w tym przypadku „pozbywamy” się problemu ze skrętnością emitowanego antyneutrina.

## Warunek: natura Majorany
Zakładamy, że neutrina maja naturę Majorany, czyli neutrino i antyneutrino są nierozróżnialne (są tą samą cząstką). W tym przypadku nie musimy brać pod uwagę rodzaju prądów opisujących oddziaływania. Wystarczy, że neutrino ma masę i jest cząstką Majorany, aby proces podwójnego bezneutrinowego rozpadu beta miał miejsce. Choć neutrino będzie głównie emitowane jako lewoskrętne to istnieje też szansa, że czasami zostanie wyemitowane jako prawoskrętne, co w rezultacie spowoduje, że będzie mogło zostać pochłonięte przez drugi bozon W−.
Proces podwójnego bezneutrinowego rozpadu beta jest jedynym realnym doświadczeniem, który może potwierdzić naturę Majorany neutrin. Potwierdzenie tego faktu byłoby dużym krokiem na drodze uogólniania Modelu Standardowego cząstek elementarnych.

## Eksperymenty
Badania nad podwójnym bezneutrinowym rozpadem beta prowadzi m.in. Narodowe Laboratorium Gran Sasso we Włoszech. W 2001 roku zespół pracujący przy eksperymencie Heidelberg-Moskwa ogłosił, że dokonał obserwacji takiego rozpadu. Wynik ten nie został potwierdzony przez inne grupy badaczy.
Nowszym eksperymentem poszukujący tego procesu, również prowadzonym w Gran Sasso, jest GERDA (ang. GERmanium Detector Array, „sieć detektorów germanowych”). Podobnie jak w doświadczeniu Heidelberg-Moskwa, obserwowane są podwójne rozpady beta jąder 76Ge. W 2013 roku przyniósł on silne ograniczenie na ten proces: w przeciągu dwóch lat obserwacji nie zarejestrowano rozpadu bezneutrinowego, co oznacza, że czas życia jąder germanu-76 ze względu na ten proces jest dłuższy niż 2,1×1025 lat. Układ pomiarowy składał się z kryształów germanu zanurzonych w czystym ciekłym argonie, otoczonym osłoną z miedzi, umieszczoną w dziesięciometrowej średnicy zbiorniku czystej wody, znajdującym się w kopalni pod 1400 m skał.

## Literatura
- Ettore Majorana, Theory of the Symmetry of Electrons and Positrons, Nuovo Cim. 14, 171 (1937).